# Unserfrau-Altweitra
Unserfrau-Altweitra osztrák község Alsó-Ausztria Gmündi járásában. 2018 januárjában 1004 lakosa volt.

## Elhelyezkedése

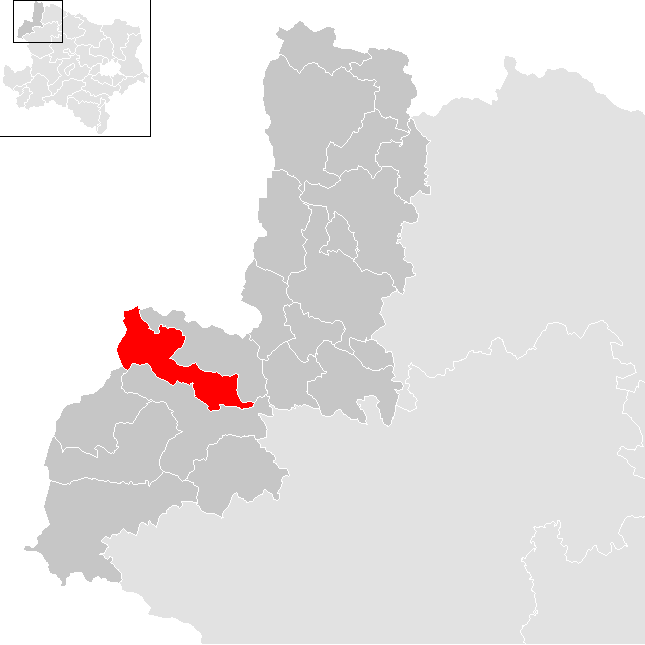
Unserfrau-Altweitra a Gmündi járásban

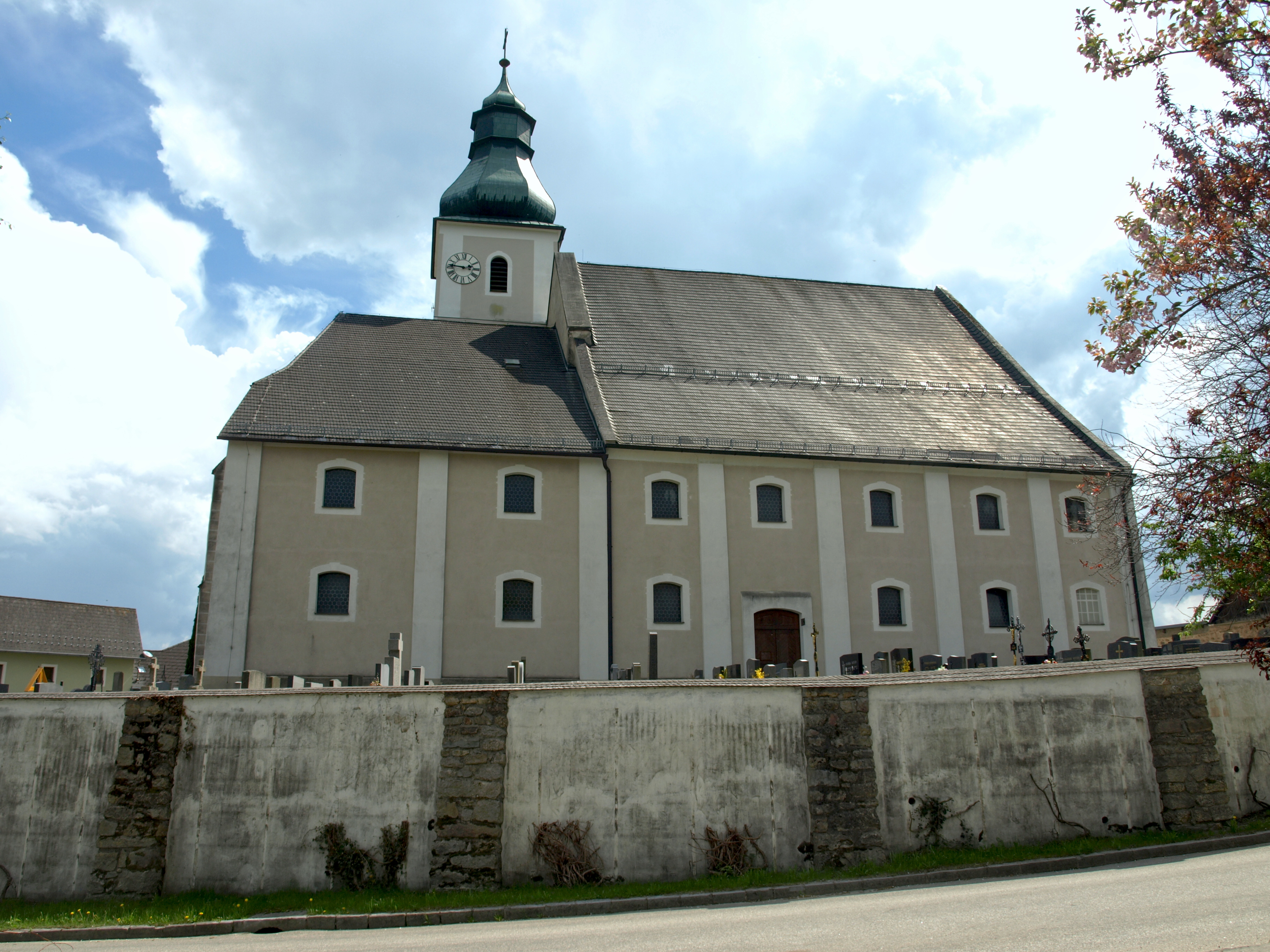
A Mária születése-plébániatemplom

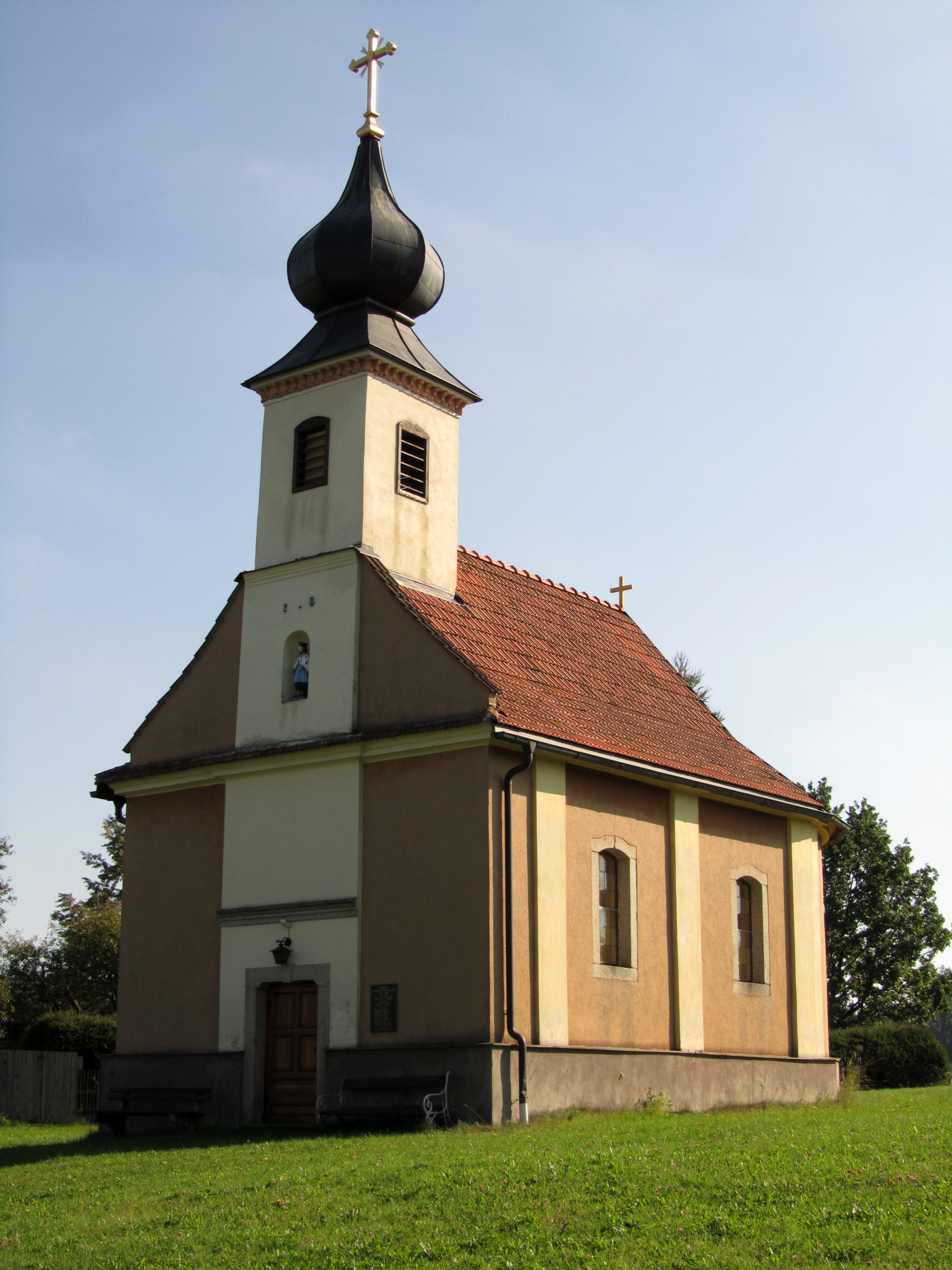
Oberlembach kápolnája

Unserfrau-Altweitra Alsó-Ausztria Erdőnegyedének (Waldviertel) északi részén fekszik a Lainsitz folyó mentén, közvetlenül a cseh határ mellett. Legnagyobb állóvize a mesterséges Altweitraer Teich. Területének 45,22%-a erdő. Az önkormányzat 7 települést egyesít: Altweitra (269 lakos 2018-ban), Heinrichs bei Weitra (194), Ober-Lembach (83), Pyhrabruck (53), Schagges (104), Ulrichs (72) mit Friedrichshof és Unserfrau (229). A kataszteri közösségek Altweitra, Heinreichs bei Weitra, Ober-Lembach, Pyhrabruck, Schagges, Ulrichs és Unserfrau.
A környező önkormányzatok: keletre Großdietmanns, délre Weitra, délnyugatra Moorbad Harbach, északnyugatra Nové Hrady (Csehország).
Heinrichs bei Weitra és Nové Hrady között határátkelő működik.

## Története
A község 1971-ben jött létre a Sankt Pölten-i egyházmegye legrégebbi Mária-kegytemploma körül elhelyezkedő falvakból.
Altweitrát 1182-1190 között már említik, mint a környék nagybirtokosainak, a Kuenring-családnak vámszedőhelyét a Csehországba vezető úton. A 13. század elején Weitra városának megalapítása után elvesztette a jelentőségét.

## Lakosság
A Unserfrau-Altweitra-i önkormányzat területén 2018 januárjában 1004 fő élt. A lakosságszám az 1910-es 1500 körüliről 1981-ben 1019-re csökkent, azóta nagyjából egy szinten maradt. 2015-ben a helybeliek 98,9%-a volt osztrák állampolgár; a külföldiek közül 0,1% a régi (2004 előtti), 0,8% az új EU-tagállamokból érkezett. 2001-ben a lakosok 98,1%-a római katolikusnak, 1,5% pedig felekezeten kívülinek vallotta magát.

## Látnivalók
- a Mária születése-plébániatemplom. A legenda szerint egy árvíz után találták azt a Szűz Mária-szobrot, amely miatt hamarosan zarándokok kezdték látogatni a helyszínt és ahonnan az a Homoki Miasszonyunk nevet kapta. Az első kápolnát (a mai csontkamrát) már a 12. században felépítették a zarándokok számára. 1250-ben elkészült a plébániatemplom, amelyet később gótikus és barokk stílusban átépítettek. A kegytemplom látogatottsága a 17. században volt a legmagasabb, akkor fürdő is üzemelt a faluban (ciszternája ma megtekinthető). Az erődített templom látnivalói az 1440-ből származó Mária-szobor, a gótikus-kora reneszánsz tabernákulum 1525-ből és a csontkamra 1520-as freskói.
- a Szt. Péter és Pálnak szentelt temetői templom
- Heinrichs bei Weitra 175-ben épült Mária mennybemenetele-plébániatemploma
- Oberlembach Maria Immaculata-kápolnája
- Schagges Tizennégy segítőszent-kápolnája

## Fordítás
- Ez a szócikk részben vagy egészben  az   Unserfrau-Altweitra című német Wikipédia-szócikk ezen változatának fordításán alapul.  Az eredeti cikk szerkesztőit annak laptörténete sorolja fel. Ez a jelzés csupán a megfogalmazás eredetét és a szerzői jogokat jelzi, nem szolgál a cikkben szereplő információk forrásmegjelöléseként.